# Papaipema terminalis
Papaipema terminalis là một loài bướm đêm trong họ Noctuidae.